# ترانزیستور بی سی ۵۴۸

ترانزیستور BC548

BC548 یک ترانزیستور پیوندی دو قطبی(BJT) ان پی ان (NPN) با کاربرد عمومی(general-purpose) است که معمولاً در تجهیزات الکترونیکی اروپا و آمریکا استفاده می‌شود. این ترانزیستور و ترانزیستورهای هم خانواده، به‌طور خاص و معمولا، انتخاب اول در طراحی مدارهای الکترونیکی با ترانزیستور دوقطبی است و در مجلات الکترونیک سرگرمی و در طراحی هایی که نیازمند یک ترانزیستور عمومی است استفاده می‌شود. BC548 کم هزینه و به‌طور گسترده در دسترس است.

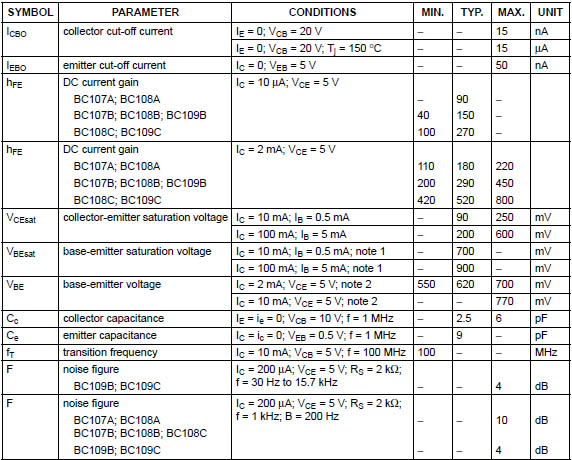
جدول مشخصات ترانزیستور bc107وbc108وbc109